# Servizio Bibliotecario Nazionale
Der Servizio Bibliotecario Nazionale (SBN; deutsch „Nationalbibliotheksdienst“) ist der Bibliotheksverbund der wissenschaftlichen und administrativen Bibliotheken in Italien.
In dem italienischen Bibliotheksverbund sind derzeit 6326 staatliche, kommunale, kirchliche und private Bibliotheken Italiens in 104 Pools zusammengeschlossen (Stand November 2018). Der Verbund wird von einem nationalen Institut für den Zentralkatalog (auf Italienisch: Istituto Centrale per il Catalogo Unico delle biblioteche italiane e per le informazioni bibliografiche, abgekürzt ICCU) koordiniert, das wiederum vom Italienischen Kultusministerium und dessen Direzione generale per le biblioteche, gli istituti culturali ed il diritto d'autore (DGBID) getragen wird. Sitz der 1980 gegründeten Institution ist Rom.
Als zentraler Katalogisierungs- und Dienstleistungsverbund der italienischen Bibliotheken betreibt der Servizio Bibliotecario Nazionale einen nationalen Verbundkatalog, den sogenannten OPAC SBN, der als öffentlich zugänglicher digitaler Bibliothekskatalog Titelrecherchen mit Bestandsnachweisen auf nationaler Ebene ermöglicht. Der Katalog verfügt auch über Normdateien für die Ansetzung von Personennamen und anderer normierter Bezeichnungen.
Über die Suchmaske im Portal Internet Culturale. Cataloghi e collezioni digitali delle biblioteche italiane können sowohl der SBN-Opac als auch EDIT 16, Manus online, die retrodigitalisierten Band- und Zettelkataloge (Cataloghi storici) und die Biblioteca digitale gemeinsam durchsucht werden.